# Гончары (Даниловский район)
Гончары — село в Даниловском районе Волгоградской области, в составе Миусовского сельского поселения.
Население — 146 (2010)

## История
Основан как владельческий посёлок Гончаров. Посёлок относился к Усть-Медведицкому округу Земли Войска Донского (с 1870 — Область Войска Донского). В 1859 году в посёлке проживало 128 мужчин и 125 женщин. После отмены крепостного права включён в состав Даниловской волости. Большая часть населения посёлка была неграмотной. Согласно переписи населения 1897 года в посёлке проживало 337 мужчин и 325 женщин, из них грамотных: мужчин — 108, женщин — 7.
Согласно алфавитному списку населённых мест Области Войска Донского 1915 года в посёлке Гончаровском имелось сельское правление, земельный надел составлял 282 десятины, проживало 486 мужчин и 478 женщины.
С 1928 года — в составе Даниловского района Камышинского округа (упразднён в 1930 году) Нижне-Волжского края (с 1934 года — Сталинградского края, с 1936 года — Сталинградской области, с 1961 года — Волгоградской области). Хутор относился к Поливодинскому сельсовету. В 1954 году включён в состав Миусовского сельсовета. В 1963 году в составе Миусовского сельсовета хутор передан в Котовский район, в 1964 году — в Руднянский район. В 1966 году вновь включён в состав Даниловского района.

## Общая физико-географическая характеристика
Хутор находится в степной местности, в пределах возвышенности Медведицкие яры, в балке Малая Рысь (бассейн реки Медведицы). В прилегающих в районе хутора к балке Малая Рысь, балках сохранились байрачные леса (лес Верхний, лес Пчельник). Высота центра населённого пункта около 150 метров над уровнем моря. При этом высоты местности справа и слева от балки достигает 200 и более метров над уровнем моря. Почвы — чернозёмы южные.
К хутору имеется подъезд от автодороги Даниловка — Профсоюзник (2,2 км). По автомобильным дорогам расстояние до административного центра сельского поселения села Миусово составляет 10 км, до районного центра рабочего посёлка Даниловка — 18 км, до областного центра города Волгоград — 250 км.
Часовой пояс
Гончары, как и вся Волгоградская область, находится в часовой зоне МСК (московское время). Смещение применяемого времени относительно UTC составляет +3:00.

## Население
Динамика численности населения по годам:
| 1859 | 1873 | 1897 | 1915 | 1987 | 2002 |
| ---- | ---- | ---- | ---- | ---- | ---- |
| 253  | 386  | 662  | 964  | ≈240 | 183  |

| 2010 |
| ---- |
| 146  |